# Krasnaja Pachra (dieriewnia)
Krasnaja Pachra (ros. Красная Пахра) – wieś (dieriewnia) w Rosji, w troickim okręgu administracyjnym Moskwy. W 2021 liczyła 405 mieszkańców.